# Plottes
Plottes – miejscowość i gmina we Francji, w regionie Burgundia-Franche-Comté, w departamencie Saona i Loara.
Według danych na rok 2009 gminę zamieszkiwało 590 osób, a gęstość zaludnienia wynosiła 59 osób/km².